# Шеркая (комуна)
Шеркая (рум. Șercaia) — комуна у повіті Брашов в Румунії. До складу комуни входять такі села (дані про населення за 2002 рік):
- Вад (629 осіб)
- Хелмяг (562 особи)
- Шеркая (1859 осіб) — адміністративний центр комуни

Комуна розташована на відстані 172 км на північний захід від Бухареста, 41 км на північний захід від Брашова.

## Населення
За даними перепису населення 2002 року у комуні проживали 3050 осіб.
Національний склад населення комуни:
| Національність | Кількість осіб | Відсоток |
| -------------- | -------------- | -------- |
| румуни         | 2475           | 81,1%    |
| угорці         | 413            | 13,5%    |
| цигани         | 134            | 4,4%     |
| німці          | 27             | 0,9%     |
| болгари        | 1              | < 0,1%   |

Рідною мовою назвали:
| Мова      | Кількість осіб | Відсоток |
| --------- | -------------- | -------- |
| румунська | 2539           | 83,2%    |
| угорська  | 425            | 13,9%    |
| циганська | 60             | 2,0%     |
| німецька  | 26             | 0,9%     |

Склад населення комуни за віросповіданням:
| Релігія                                       | Кількість осіб | Відсоток |
| --------------------------------------------- | -------------- | -------- |
| православні                                   | 2519           | 82,6%    |
| лютерани (Синодально-пресвітеріанська церква) | 221            | 7,2%     |
| греко-католики                                | 72             | 2,4%     |
| адвентисти                                    | 70             | 2,3%     |
| реформати                                     | 66             | 2,2%     |
| римо-католики                                 | 58             | 1,9%     |
| лютерани (Аугсбурзького сповідання)           | 19             | 0,6%     |
| унітарії                                      | 9              | 0,3%     |
| не релігійні                                  | 9              | 0,3%     |
| п'ятдесятники                                 | 2              | 0,1%     |
| не вказали релігію                            | 1              | < 0,1%   |